# Tebaldo di Semur
Tebaldo Thibaut in francese, Teobald in catalano e Tethbaldus in latino (fine X secolo – Tolosa, 1065) Conte di Chalon, dal 1039 alla morte.

## Origine
Secondo il Recueil des Chartes de Cluny, tomus 3, Tebaldo era figlio del signore di Semur, Goffredo e di Matilde o Elisabetta di Chalon, che, secondo la Histoire de Chalon-sur-Saône, era sorella di Ugo I di Chalon, quindi figlia del Conte di Chalon, Lamberto di Digione e della Contessa di Chalon, Adele di Borgogna, che, secondo lo storico André Duchesne (1584-1640), considerato il padre della storiografia francese, nel suo Histoire généalogique de la maison de Vergy era la figlia del conte di Châlon, d'Autun, di Digione, di Beaune, di Vergy e d'Avalon, conte di Troyes e duca di Borgogna, Giselberto di Chalon e di Ermengarda di Borgogna, figlia del conte di Autun, conte di Auxerre, primo duca dei Burgundi prima col titolo di marchese e poi col titolo di duca di Borgogna ed infine conte di Troyes, Riccardo di Autun detto il Giustiziere, e di Adelaide (?-dopo il 14 luglio 929) figlia del conte di Auxerre e di Borgogna, Corrado II, della famiglia dei Guelfi e di Waldrada. 

Goffredo di Semur era figlio del signore di Semur, Joceran e di Richoara, di cui non si conoscono gli ascendenti.

## Biografia
Tebaldo lo troviamo citato, per la prima volta in un documento del 1015, inerente ad una donazione fatta al monastero di Cluny dai suoi genitori assieme ai figli (Gausfredus et uxor mea Mahaldis et filii mei Gausfredus, Herveus, Oddo, Tethbaldus, Lanbertus): documento n°2693 del Recueil des Chartes de Cluny, tomus 3

Probabilmente in quello stesso periodo, Tebaldo assieme alla madre, Matilde (Teudbaldi nepotis eius, Maltidis sororis eius) controfirma il documento n° 184 del Cartulaire du prieuré de Paray-le-Monial, ordre de Saint-Benoît, inerente ad una donazione dello zio, il Conte di Chalon, Ugo I (Domnus Hugo comes Cabilonensium).
Secondo la Histoire de Chalon-sur-Saône, Tebaldo, nel 1025, affiancò lo zio, Ugo I, che oltre che Conte di Chalon, era divenuto anche vescovo di Auxerre, nella conduzione della contea.
Tebaldo controfirmò  il documento n° 2906 del Recueil des Chartes de Cluny, tomus 4, datato 1035, assieme allo zio, Ugo (domni Hugonis comitis et Tedbaldi comitis nepotis eius) .
Suo zio, Ugo, nel 1035 fece un pellegrinaggio in Terra Santa e al suo ritorno fece ricostruire la cattedrale di Auxerre, che era andata distrutta in un incendio, e si ritirò nell'Abbazia di San Germano di Auxerre, dove, il 4 novembre 1039, morì.

Tebaldo gli succedette nel titolo di Conte di Chalon.

Infatti nel documento n° 6 del Cartulaire du prieuré de Saint-Marcel-lès-Chalon, non datato ma di poco posteriore al 1039, Tebaldo viene citato col titolo di conte di Chalon (Tetbaldus comes Cabilonensium).
Il documento n° 3341 del Recueil des Chartes de Cluny, tomus 4, datato 1050, controfirmato dalla moglie, Ermetrude (Ermentrudis eius coniugis), testimonia di una donazione di Tebaldo (Tetbaldus comes Cabilonensis) al monastero di Cluny.
Nel 1054, Tebaldo (Tetbaldus comes avunculus) viene citato dal nipote (figlio del fratello), Goffredo (Gaufredus), nel documento n° 3346 del Recueil des Chartes de Cluny, tomus 4.
Nel 1058, Tebaldo fu al seguito del duca di Borgogna, Roberto I, nella guerra contro il conte di Nevers, Guglielmo I.
Il conte, Tebaldo morì, nel 1065, a Tolosa, durante il viaggio di ritorno dal pellegrinaggio al santuario di Santiago di Compostela; fu inumato nel prieuré de Paray-le-Monial, ordre de Saint-Benoît.
A Tebaldo, come Conte di Chalon, succedette il figlio, Ugo.

## Matrimonio e discendenza
Come ci viene confermato dal documento n° 3341 del Recueil des Chartes de Cluny, tomus 4, Tebaldo aveva sposato Ermetrude, di cui non si conoscono gli ascendenti.

Tebaldo da Ermetrude aveva auto tre figli:
- Ugo, Conte di Chalon[15];
- Adele, sposata a Guglielmo di Thiern[16]
- Ermengarda, sposata a Umberto, signore di Bourbon-Lancy[17].

### Fonti primarie
- (LA)  Monumenta Germaniae Historica, Scriptores, tomus III.
- (LA)  Recueil des Chartes de Cluny, tomus 4.
- (LA)  Recueil des Chartes de Cluny, tomus 3.
- (LA)  Recueil des chartes de l'abbaye de Saint-Benoît-sur-Loire.
- (LA)  Cartulaire du prieuré de Paray-le-Monial, ordre de Saint-Benoît.
- (LA)  Cartulaire du prieuré de Saint-Marcel-lès-Chalon.

### Letteratura storiografica
- René Poupardin, I regni carolingi (840-918), in «Storia del mondo medievale», vol. II, 1979, pp. 583–635
- Louis Halphen, Il regno di Borgogna, in «Storia del mondo medievale», vol. II, 1979, pp. 807–821
- (FR)  Histoire de Chalon-sur-Saône.
- (FR)  Histoire de Chalon-sur-Saône du VIIIème au XIIIème.
- (FR)  André Duchesne, Histoire généalogique de la maison de Vergy.